# Neophema chrysostoma
Il pappagallo aliblu (Neophema chrysostoma (Kuhl, 1820)) è un uccello della famiglia degli Psittaculidi endemico delle regioni sud-orientali dell'Australia.

## Descrizione

### Dimensioni
Misura 20-21 cm di lunghezza, per un peso di 44-61 g.

### Aspetto
La zona situata tra l'occhio e il becco, nonché la macchia post-oculare, sono gialle. La linea che attraversa la fronte è blu scuro e prosegue fino alla parte anteriore dell'occhio. Essa è sormontata da un'area di colore blu chiaro. Il vertice color bronzo si fonde con il verde oliva della nuca, del resto della testa e delle parti superiori. Il petto è grigio-verde pallido e sfuma gradualmente nel giallo delle parti inferiori e delle sotto-caudali. Il centro del ventre presenta una chiara tonalità arancione. Le copritrici alari e le remiganti sono blu scuro, caratteristica distintiva essenziale per l'identificazione della specie.
La coda è grigio-bluastra, ad eccezione delle punte delle rettrici esterne, che sono gialle.
Nella femmina il vertice è verde oliva e la linea che adorna la fronte è meno sviluppata. Le parti inferiori sono sfumate di verde opaco. Gli esemplari immaturi, invece, hanno un piumaggio più sbiadito di quello dei genitori. La linea blu frontale è assente.

### Voce
In caso di allarme, il pappagallo aliblu possiede tutta una gamma di richiami brevi e doppi, che risuonano come zzt-zzt, sit sit o brrrt brrrt. Se l'uccello è costretto a volare via precipitosamente, la fuga è accompagnata da dei chappy-chappy-brrrt-chippy-chipy-brrrt che hanno uno sviluppo più lungo. Quando mangiano, i pappagalli aliblu hanno un repertorio di cinguettii dolci e tintinnanti o alcune note smorzate. Il richiamo di riconoscimento può essere paragonato a quello del beccospino groppagialla (Acanthiza chrysorrhoa), con il quale condivide in parte l'areale.

## Biologia
I pappagalli aliblu possono essere osservati in coppia o in piccoli gruppi, ma al di fuori della stagione riproduttiva formano assembramenti più numerosi, associandosi anche con i pappagalli eleganti o più raramente, nelle regioni costiere del sud, con i pappagalli panciarancio. Quando si alimentano, sono relativamente avvicinabili e il loro unico segnale di disagio è di volare su un albero vicino quando si sentono disturbati.
Durante la parata nuziale, il maschio lascia cadere le ali, scuote la testa e rigurgita del cibo da offrire alla futura compagna.
Finora gli studiosi non sono riusciti a spiegare a fondo il meccanismo delle migrazioni in questa specie. Si sa che le popolazioni del sud del continente si dirigono verso nord dopo la riproduzione e che il limite settentrionale dei loro spostamenti è situato a livello del sud del Queensland. D'altra parte, non sappiamo se l'intera popolazione insulare della Tasmania sia interessata dal fenomeno migratorio e attraversi di conseguenza lo stretto di Bass. Nel nord-ovest dell'isola si formano raggruppamenti di 2000 giovani, che si preparano per la traversata notturna.

### Alimentazione
I pappagalli aliblu si nutrono principalmente di semi di piante erbacee, specialmente di quelli delle dantonie, graminacee della famiglia delle Poacee. Tuttavia, penetrano abbastanza spesso nei campi coltivati, dove scavano il terreno con il becco per recuperare i chicchi appena seminati.
Insetti e invertebrati fanno probabilmente parte del loro regime alimentare. Anche frutti e fiori costituiscono una parte non trascurabile della loro dieta.

### Riproduzione
La stagione di nidificazione va da ottobre a gennaio. Il nido è costituito da una cavità naturale generalmente situata in un grande eucalipto. A volte, tuttavia, può essere situata in un ceppo, un palo di recinzione o un tronco d'albero caduto. È sempre la femmina a scegliere il luogo in cui nidificare. I pappagalli aliblu nidificano talvolta in colonie, con diverse coppie che condividono lo stesso albero. Il sito può essere riutilizzato per diversi anni consecutivi.
La covata contiene da 4 a 6 uova, che vengono covate per un periodo di 18-20 giorni. Alla nascita, i pulcini sono ricoperti di piumino bianco. Sono nidicoli, e lasciano il loro luogo di nascita solo dopo 30 giorni dalla schiusa. Trascorrono tuttavia ancora un breve periodo di tempo con i genitori prima di raggiungere l'indipendenza.

## Distribuzione e habitat
I pappagalli aliblu sono endemici dell'Australia sud-orientale. Tuttavia, nidificano esclusivamente nel sud del Victoria, nel sud-est dell'Australia Meridionale e in Tasmania. Dopo la nidificazione, migrano verso nord e possono allora essere avvistati in tutte le regioni orientali dell'Australia Meridionale, nel Nuovo Galles centrale e nel Queensland sud-occidentale.
Durante la stagione di nidificazione, i pappagalli aliblu frequentano i boschetti di eucalipto. A partire dall'inverno, questi uccelli cambiano il tipo di habitat, visitando radure, frutteti o luoghi simili. Oltre a questi luoghi abituali, penetrano nelle boscaglie di acacie e nelle praterie leggermente boscose. In questo periodo dell'anno, i pappagalli aliblu mostrano anche una certa attrazione per le pianure aride in cui crescono piante del genere Atriplex, così come per le brughiere costiere e di montagna. Questi piccoli uccellini colorati non disdegnano le paludi con piante legnose, le dune che costeggiano il litorale e le paludi salmastre, che visitano di tanto in tanto.

## Conservazione
Secondo Handbook of the Birds of the World, la specie non sarebbe minacciata a livello globale. Anzi, è addirittura piuttosto comune nella regione di Melbourne e in Tasmania. Secondo Barry Taylor, la popolazione totale sarebbe superiore ai 20.000 esemplari.